# Banyistes a Moritzburg
Banyistes a Moritzburg és un quadre pintat per l'artista expressionista alemany Ernst Ludwig Kirchner entre els anys 1909 i 1926. Aquest oli sobre llenç forma part de la col·lecció permanent de la Tate Modern, a Londres.

## Context
Entre els anys 1909 i 1911, Kirchner i altres membres del grup de pintors expressionistes alemanys conegut com a Die Brücke (El Pont en alemany) passaven part de l'estiu en els llacs de Moritzburg, prop de Dresden. El seu estil de relaxada vida en comú i el bany nudista reflecteixen un culte a la natura que estava a l'alça a Alemanya en aquella època. Els colors exagerats en aquest quadre, en què contrasten la carn groga i taronja amb l'aigua blava, emfasitza la nuesa de les figures. L'efecte original, tanmateix, pot haver estat massa extrem, ja que Kirchner va tornar a pintar algunes parts del quadre el 1926, tornant els colors més clars i l'obra més uniforme.
Justament els banys nudistes i aquest estil de vida van ser el tema de moltes pintures i dibuixos de Kirchner, dels quals el present és el més gran. La data de l'obra se situaria en el primer estiu que van passar a Moritzburg, al 1909. El doctor Lucius Grisebach, de la Nationalgalerie de Berlin escriu, en una carta de 1982:
En la meva opinió, l'obra pertany a l'any 1909. Té una forta connexió amb la pintura figurativa [representació de persones] del mateix període, en les postures corporals així com en la manera de pintar, com per exemple en la relació entre la superfície i el contorn.
Donald E. Gordon distingeix sobre la base de l'estil entre els repintats de 1920 i els de després de 1925, que situa en el 1926. Típica d'aquests últims és la planor pronunciada; la tendència a pintar totes les formes en taques uniformes, indiferenciades; i la semblança dels colors als gelats. Kirchner barrejava els seus colors amb el blanc molt més que no pas abans de 1925, donant-los un caràcter més lletós, evocant els gelats. Aquestes repintades relacionen l'obra amb els nous quadres de dones banyistes a l'aire lliure que Kirchner va pintar a la segona meitat de la dècada dels 20, també comparables a les fotografies de dones nues a la riba que feia l'artista llavors.

## Anàlisi
El quadre mostra banyistes que havien defugit per breu temps de l'estil de vida claustrofòbic i abrumadora de la ciutat tornant a la llibretat de la natura. Aquesta és la seva reunió amb la natura. És un quadre ple d'energia, amb activitat enèrgica pertot. Allò que primer impressiona en aquesta obra d'art són els colors exagerats usats en l'elaboració. És aquest contrast el que emfasitza la nuesa de les figures.
L'home de l'esquerre que té una mà a l'arbre, sembla un observador lleugerament apartat del grup, i es troba en el punt focal de les dues línies de figures sortint de l'aigua cap a l'arbre i a través del fons. Segon l'expert en Kirchner el doctor Lucius Grisebach,És molt possible reconèixer l'artista en la figura, no tant en el sentit d'un retrat, sinó com un vincle entre l'espectador i el tema en si. És gairebé segur que el marc del quadre va ser dissenyat pel mateix Kirchner i és d'un tipus que usava sovint, fet de fusta plana pintada amb colors bronzejats, normalment amb un to verdós.